# Pompierre
Pompierre ist eine französische Gemeinde im Département Vosges in der Region Grand Est (bis 2015 Lothringen) mit 191 Einwohnern (1. Januar 2022). Der Name ist abgeleitet von einer mittelalterlichen Steinbrücke (Pont de Pierre).

## Lage
Pompierre liegt am Fluss Mouzon an der Grenze zum Département Haute-Marne, zwölf Kilometer südlich von Neufchâteau.

## Geschichte
Die Geschichte des Orts reicht bis in die fränkische Zeit zurück: Im Jahre 575(?) fand auf der steinernen Brücke ein Treffen der verfeindeten Halbbrüder Chilperich I. von Neustrien und Sigibert I. von Austrasien statt.
Im Hochmittelalter gehörte der Ort zum Herzogtum Lothringen. Im Jahre 1741 ließ der Grundherr von Pompierre, Jean-Baptiste de Lavaulx, einen Herrensitz (château) erbauen; doch nur ein halbes Jahrhundert später wurden durch die Französische Revolution alle überkommenen und längst überholten Formen der Grundherrschaft abgeschafft.

### Bevölkerungsentwicklung
| Jahr      | 1968 | 1975 | 1982 | 1990 | 1999 | 2009 | 2020 |
| Einwohner | 235  | 203  | 215  | 206  | 210  | 243  | 194  |

## Sehenswürdigkeiten
- Die im 19. Jahrhundert komplett neu erbaute Kirche St. Martin besitzt ein romanisches Portal, das noch von ihrem Vorgängerbau stammt. Neben dem mehrfach zurückgestuften Portalgewände mit reich dekorierten eingestellten Säulen beeindruckt vor allem das Tympanon: der – auf dem Rücken von zwei gebückten und nackten Männern aufruhende – Türsturz zeigt Christi Einzug in Jerusalem; im Bogenfeld sind die Verkündigung an die Hirten, die von einem Engel begleitete Flucht nach Ägypten, der Kindermord in Betlehem und eine Anbetung der Könige dargestellt. Die einzelnen Figuren stehen jedoch – anders als in den Portalen des nicht weit entfernten Burgund – isoliert; auch der Gesichtsausdruck lässt keine Regungen erkennen. Auf die ornamentale Gestaltung der Architekturelemente, der Gewänder, der Kronen etc. wurde dagegen viel Aufmerksamkeit verwandt.

Kirche St. Martin
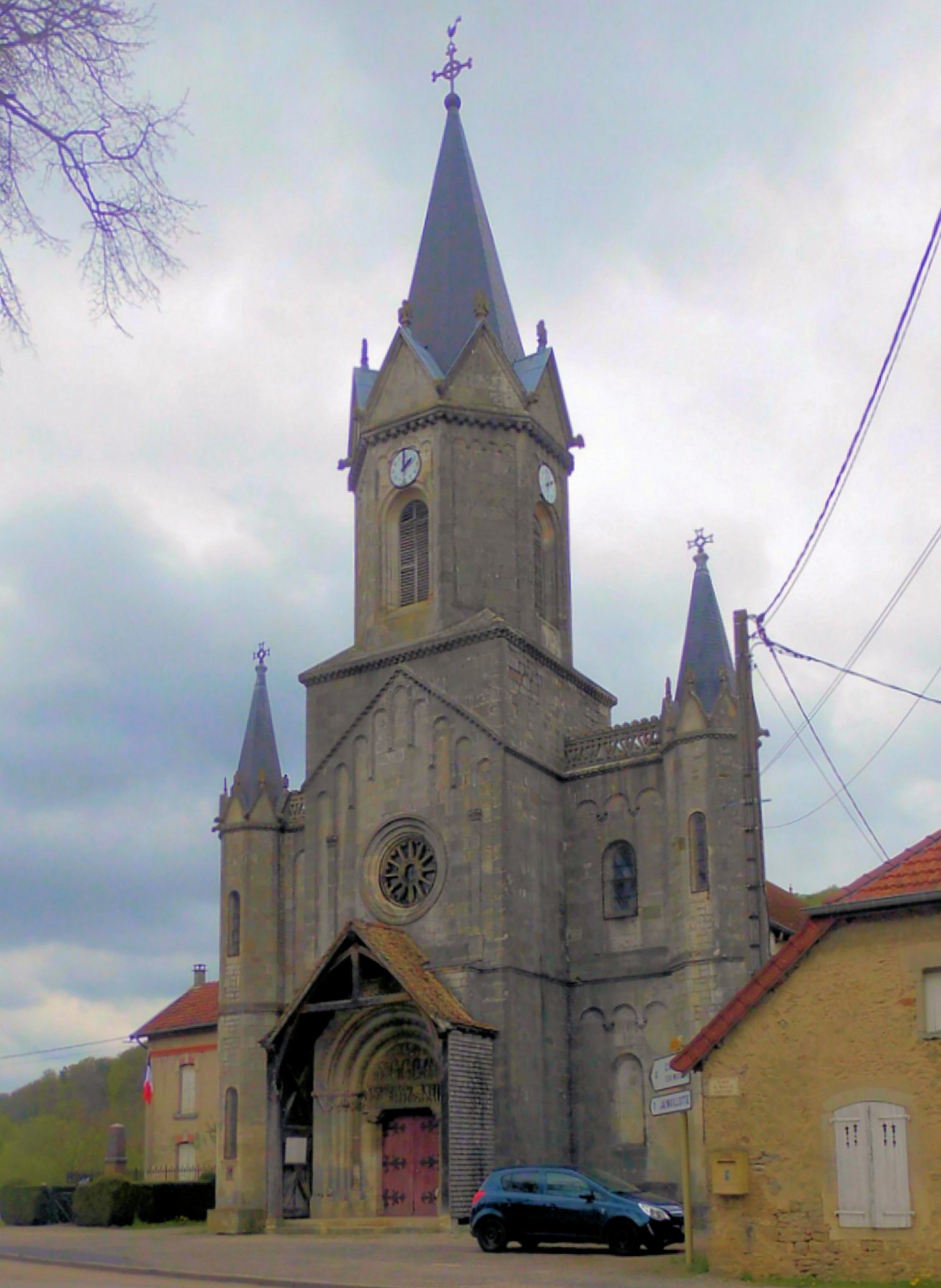
Westfassade
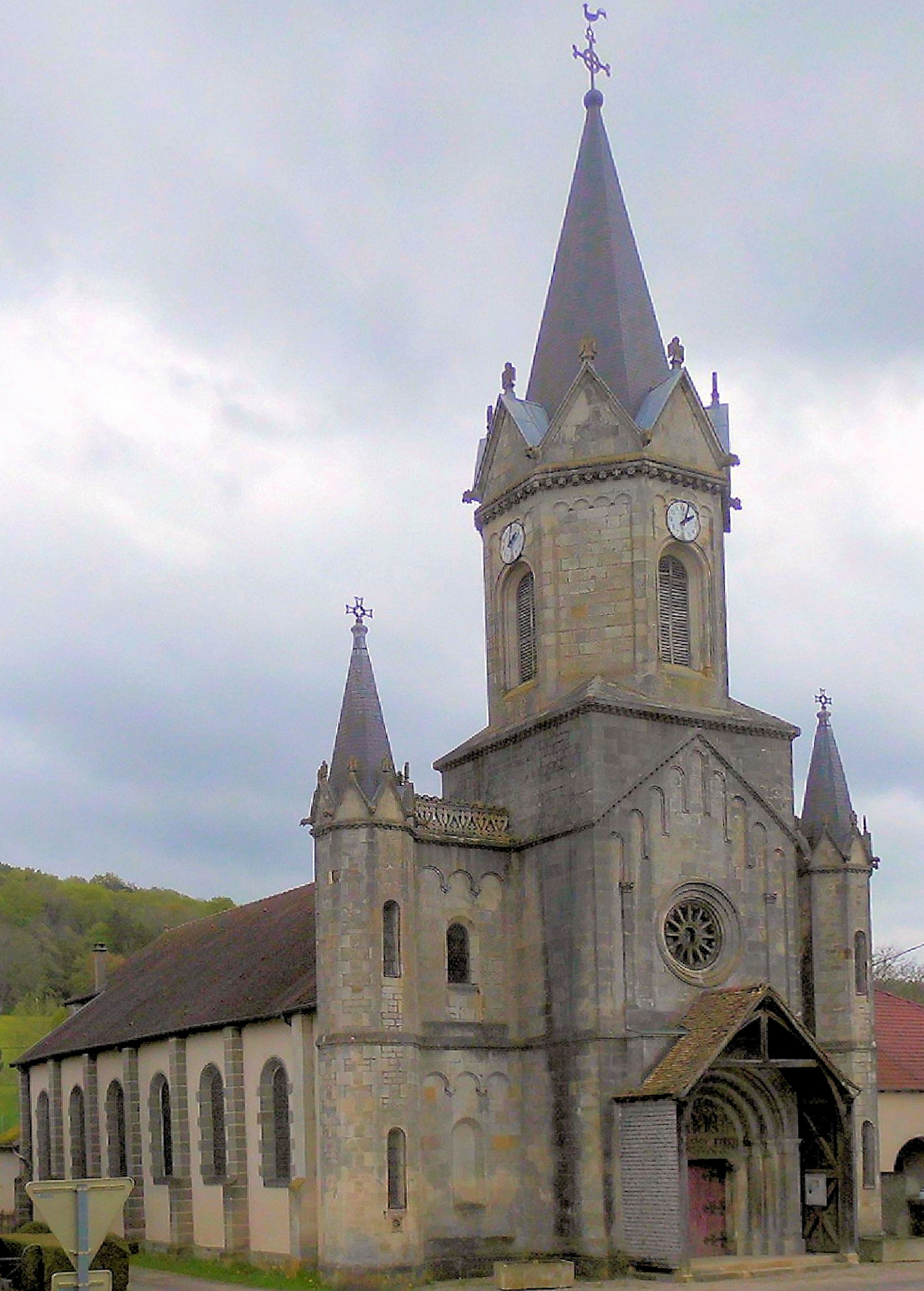
Nordwestseite
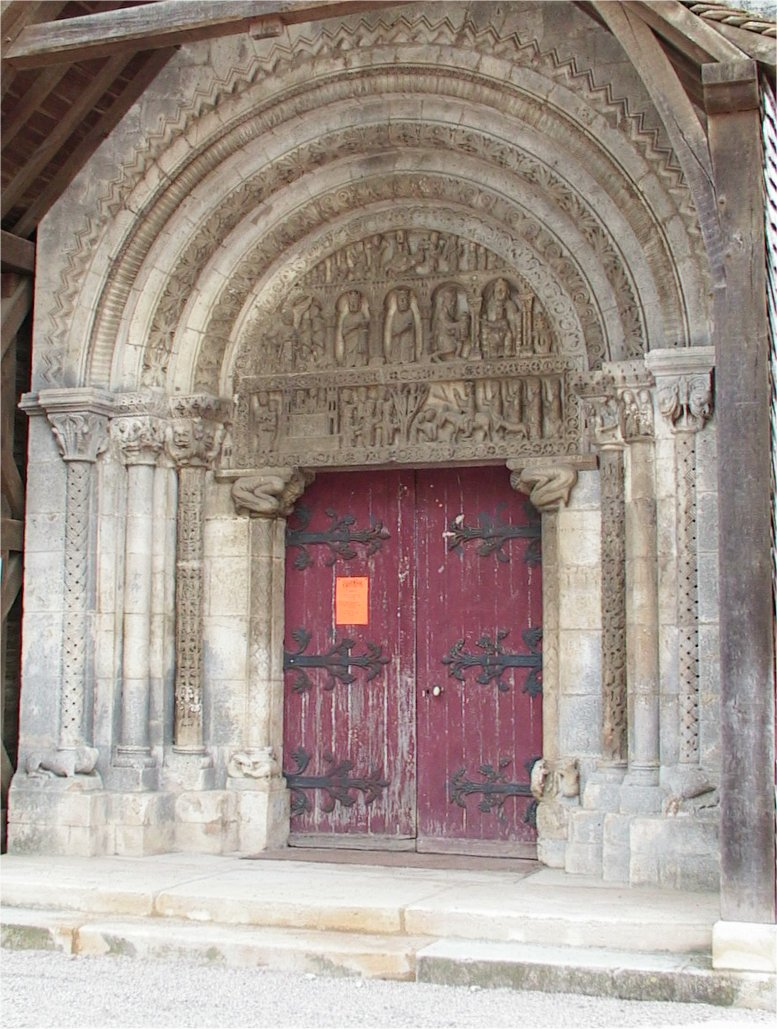
Portal
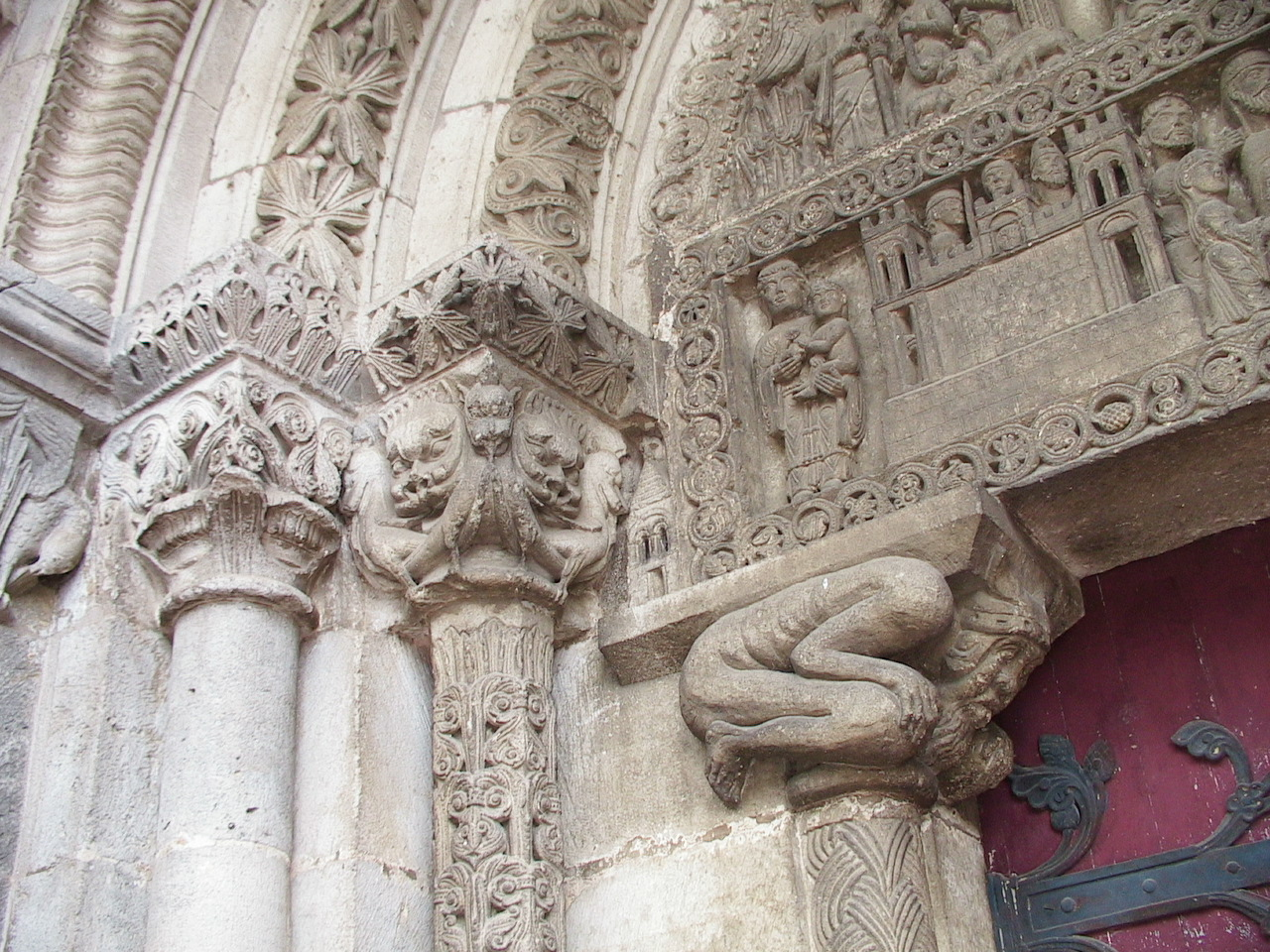
Portal (Detail) mit Atlant(?)
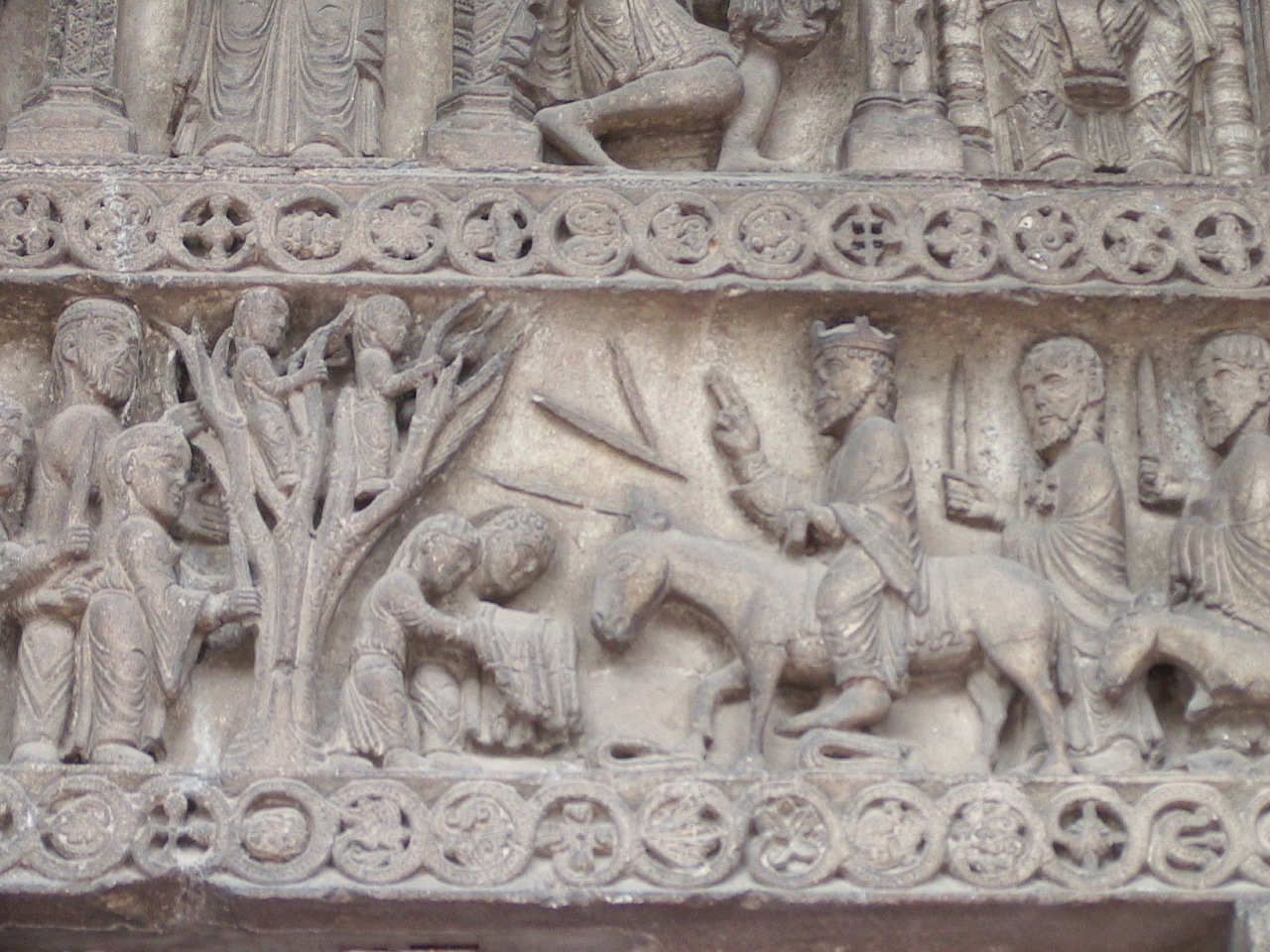
Türsturz, Einzug in Jerusalem (Detail)
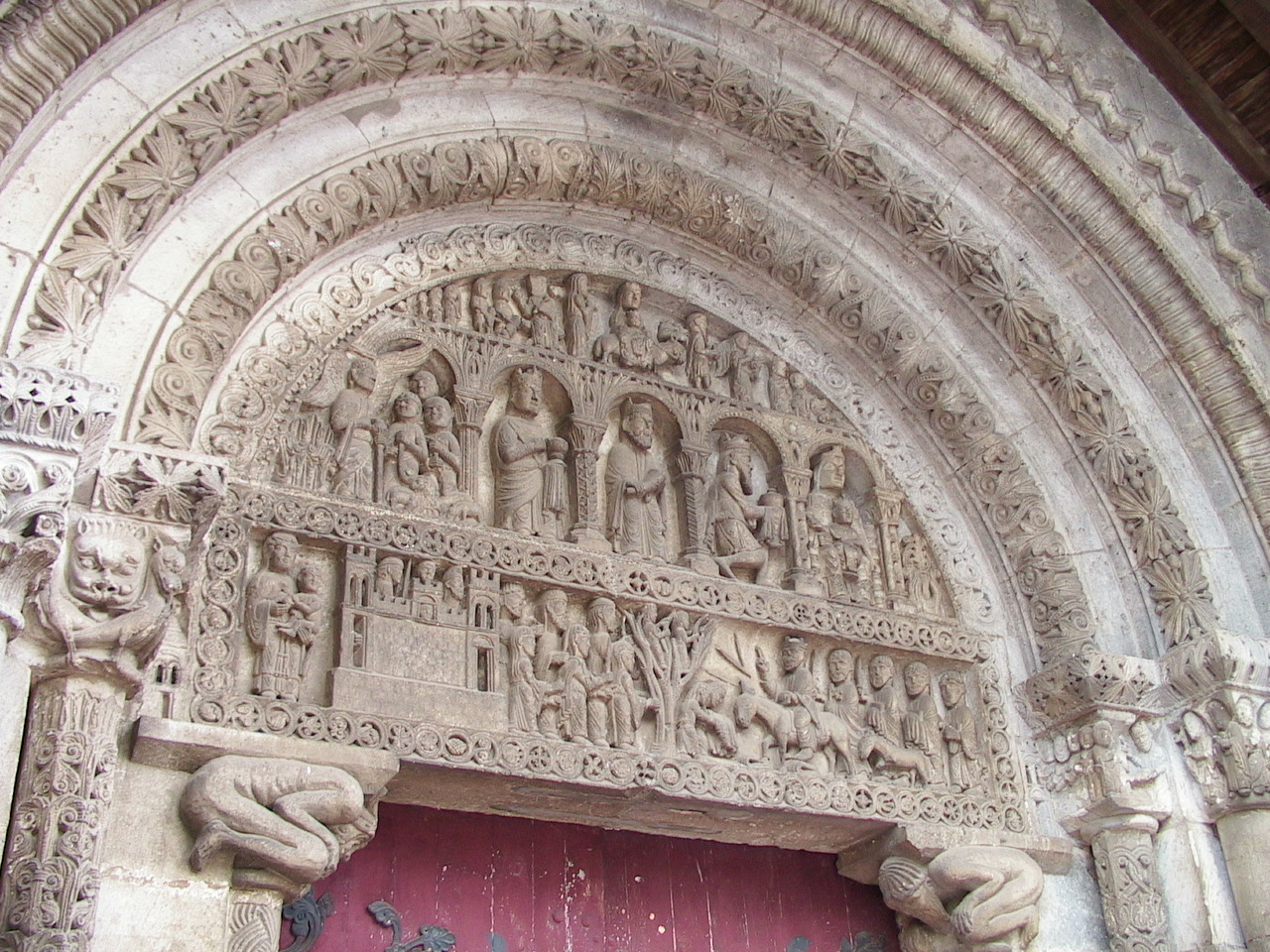
Romanisches Tympanon
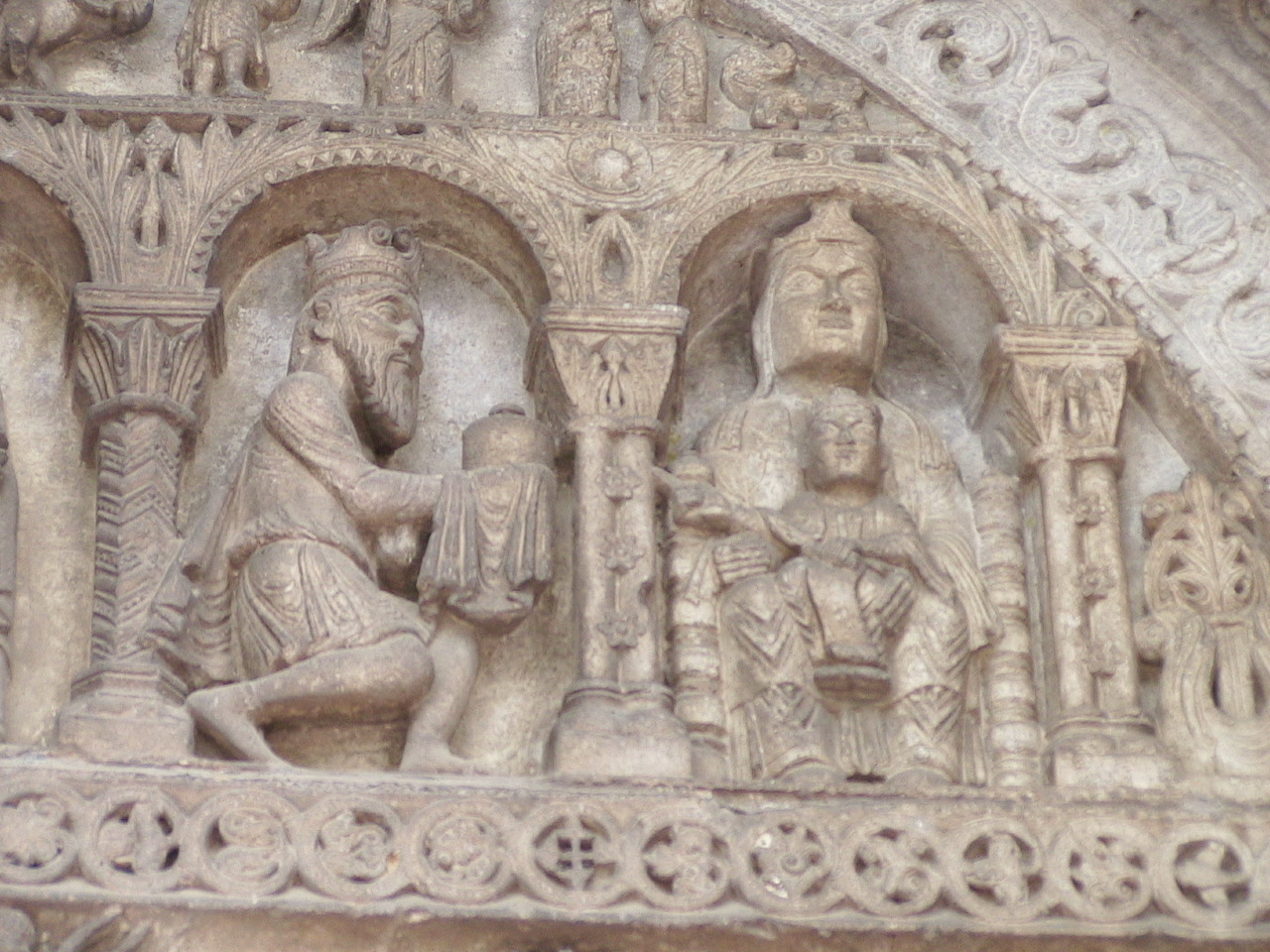
Tympanon, Anbetung der Könige (Detail)

- Das Schloss (château) aus dem 18. Jahrhundert – eher ein größerer Gutshof – liegt etwas außerhalb des Ortes und befindet sich in Privatbesitz.
- Am Ortsrand steht ein Waschhaus (lavoir) aus dem Jahr 1824, dass auch als Viehtränke (abreuvoir) genutzt wurde.
- In der Umgebung finden sich noch einige Scheunen, die in Frankreich – wie überall in Europa – selten geworden sind.

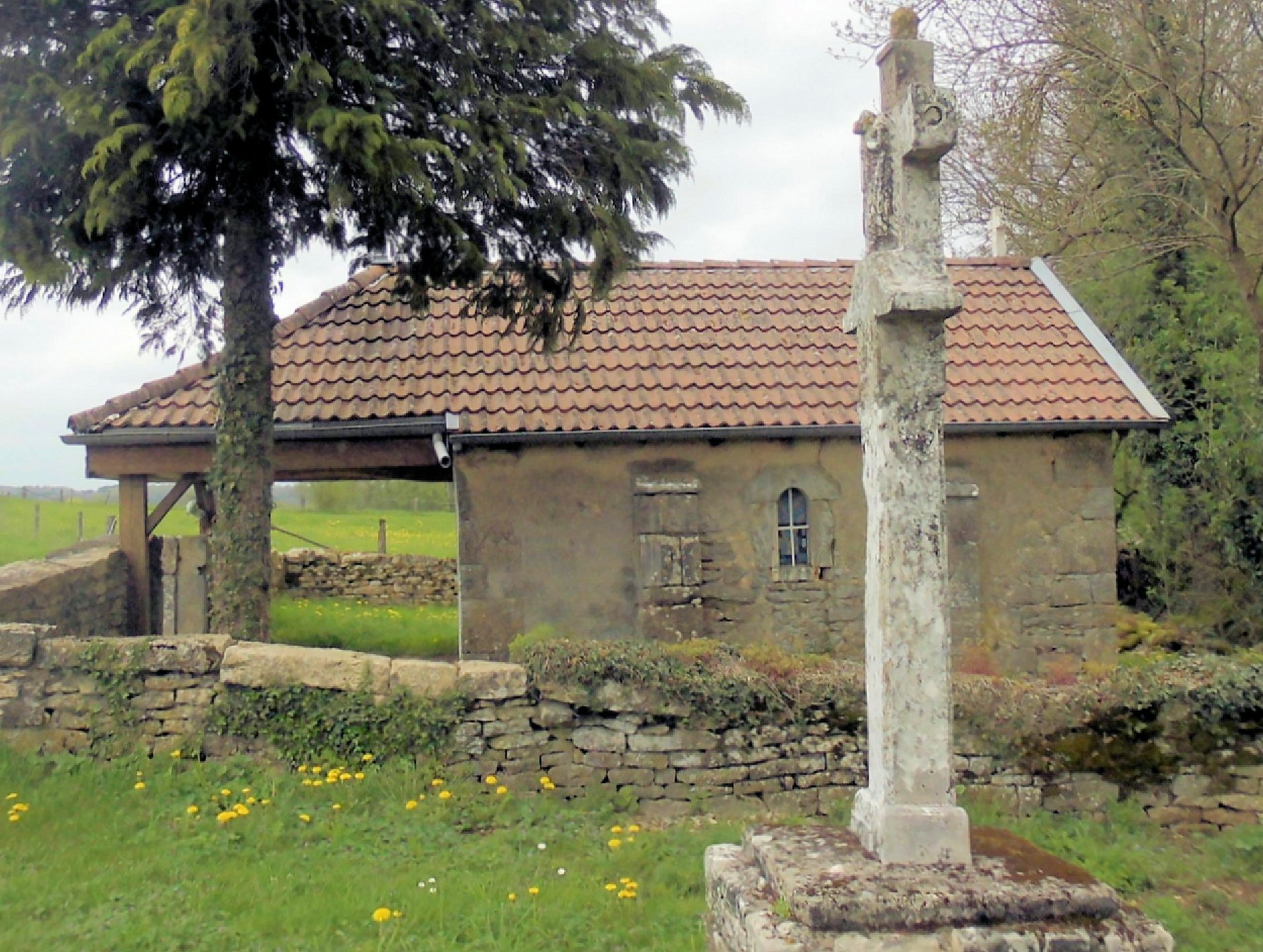
Kapelle Unsere Liebe Frau auf dem Pfeiler
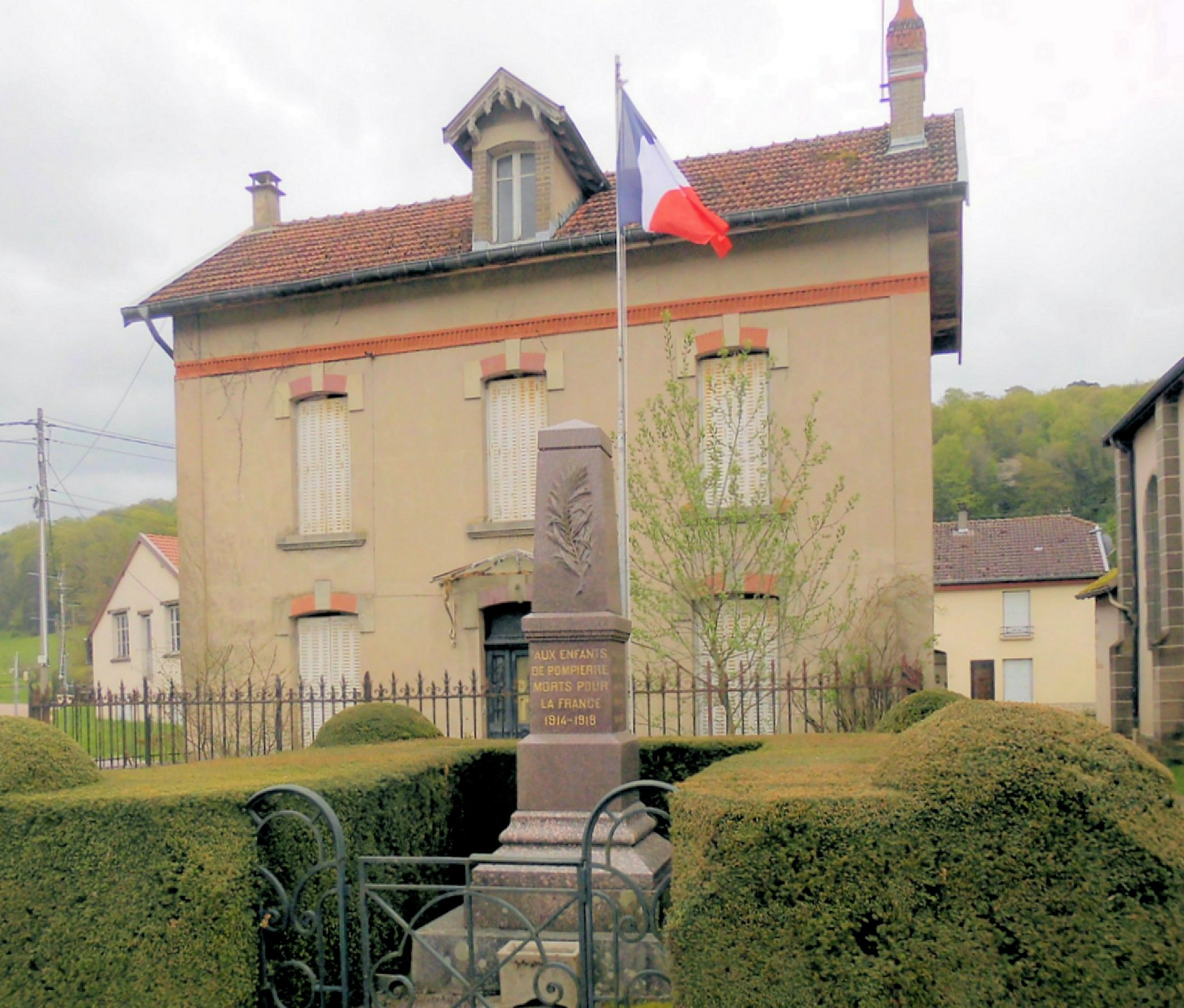
Gefallenendenkmal
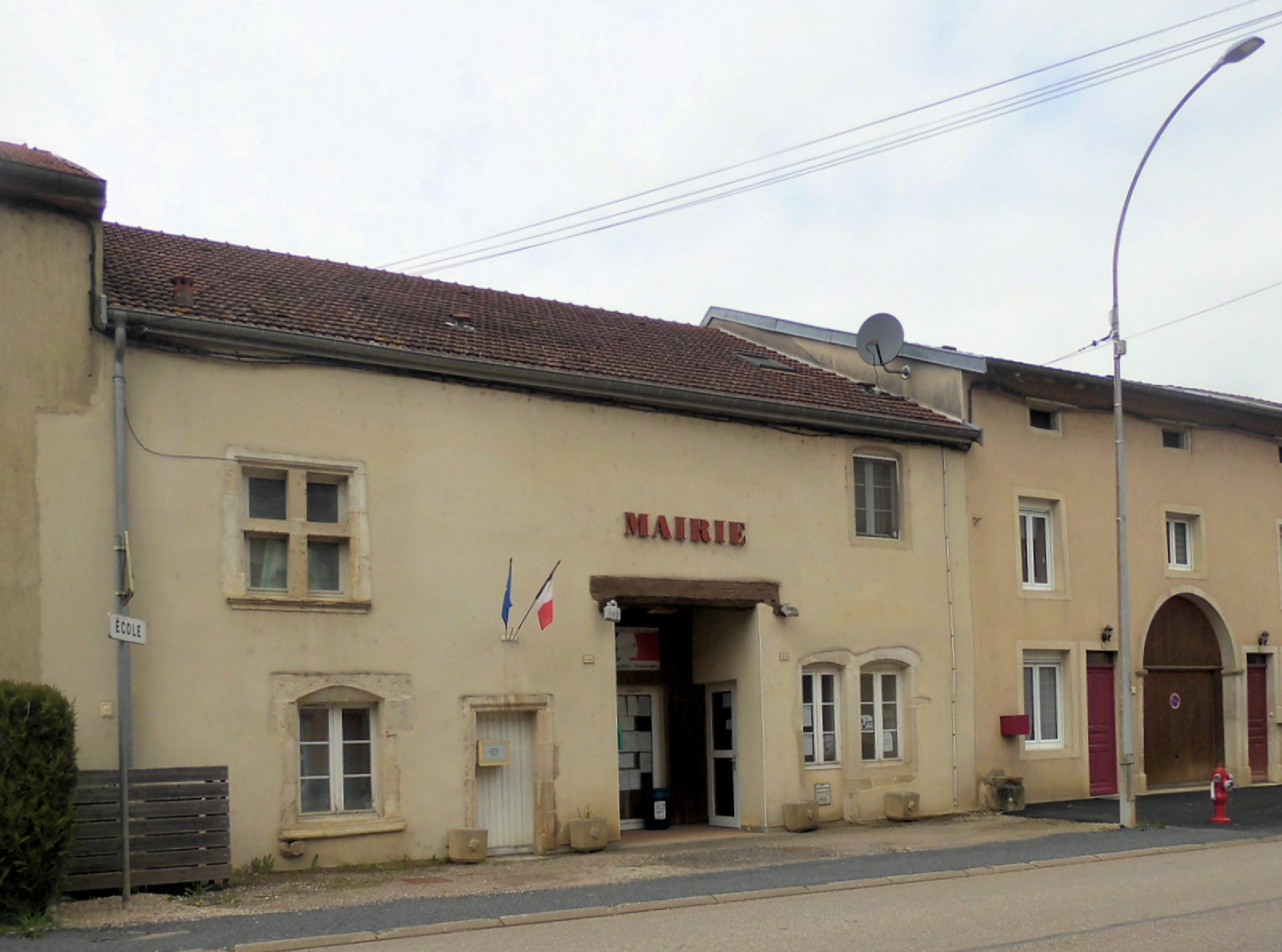
Rathaus (mairie)